# Natale in Russia

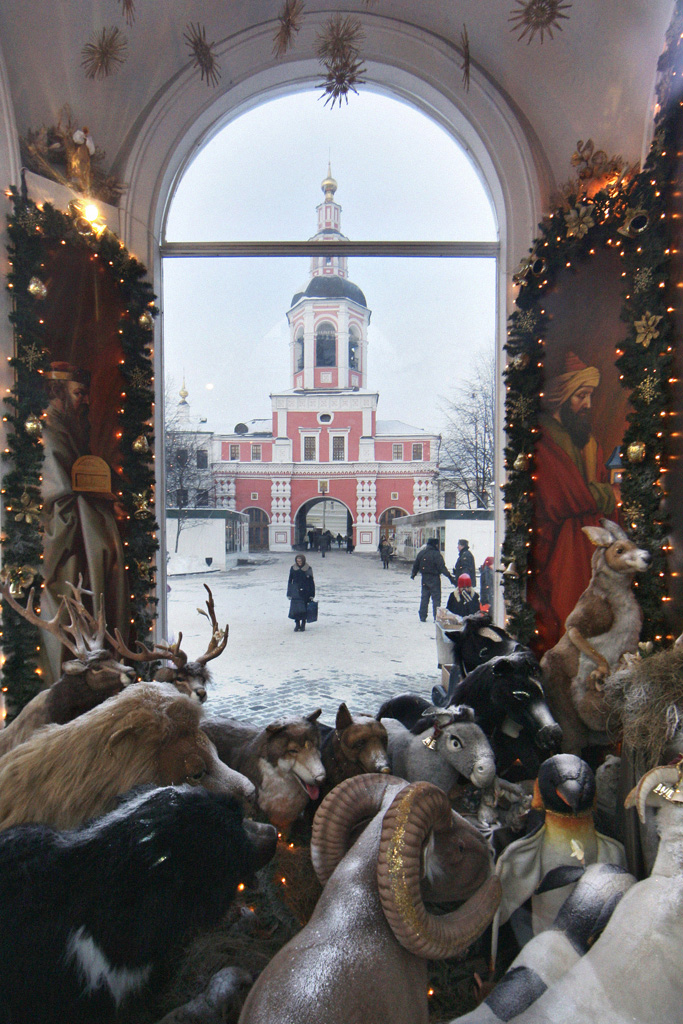
Presepe in Russia

Questa voce descrive le principali tradizioni natalizie della Russia, oltre agli aspetti storici e socio-economici della festa.

## Informazioni generali
Il Natale ortodosso cade ufficialmente il 7 gennaio, che corrisponde al 25 dicembre del Calendario giuliano, che è quello tuttora adottato dalla Chiesa russa e che differisce da quello civile. La festività viene celebrata 13 giorni dopo il Natale cattolico poiché attualmente la differenza tra il Calendario giuliano e quello gregoriano è appunto di 13 giorni; il 25 dicembre, giorno in cui cade la festa nella maggior parte dei Paesi, è invece un giorno feriale.
L'Avvento dura 40 giorni, avendo inizio il 28 novembre e terminando il 6 gennaio. L'intero periodo natalizio si conclude poi il 13 gennaio, la data del "vecchio Capodanno", o "Capodanno ortodosso", sempre secondo il calendario giuliano, mentre le vacanze natalizie iniziano solitamente il 31 dicembre e terminano il 10 gennaio.
All'epoca dell'Unione Sovietica, il Natale non era riconosciuto come giorno festivo: ciò ha contribuito a far sì che la festa più sentita del periodo sia il Capodanno civile (1º gennaio).

## Il termine per "Natale" in russo

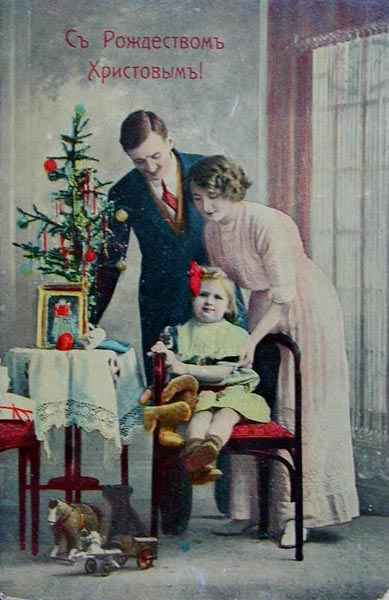
Una cartolina natalizia russa

Il termine per "Natale" in russo è Рождество Христовo (Roždestvo Christovo) o semplicemente Рождество (Roždestvo), che significano rispettivamente "Nascita di Cristo" e "Nascita" (dal verbo родиться [rodit'sja], ovvero "nascere").
La formula d'augurio è С Рождеством! (S Roždestvom!).

## Storia
In Russia, le celebrazioni del Natale furono introdotte ufficialmente nel X secolo da Vladimiro I di Kiev.
Il Natale fu soppresso come giorno festivo negli anni venti del XX secolo dalle autorità sovietiche, in seno alla politica di laicizzazione del Paese. Tuttavia, nel 1935 fu ripristinata l'usanza di addobbare gli abeti per Natale.
Il Natale tornò ad essere considerata una festa a tutti gli effetti negli anni novanta del XX secolo, con la caduta del comunismo.
|  |

## Tradizioni

### Tradizioni e prescrizioni religiose

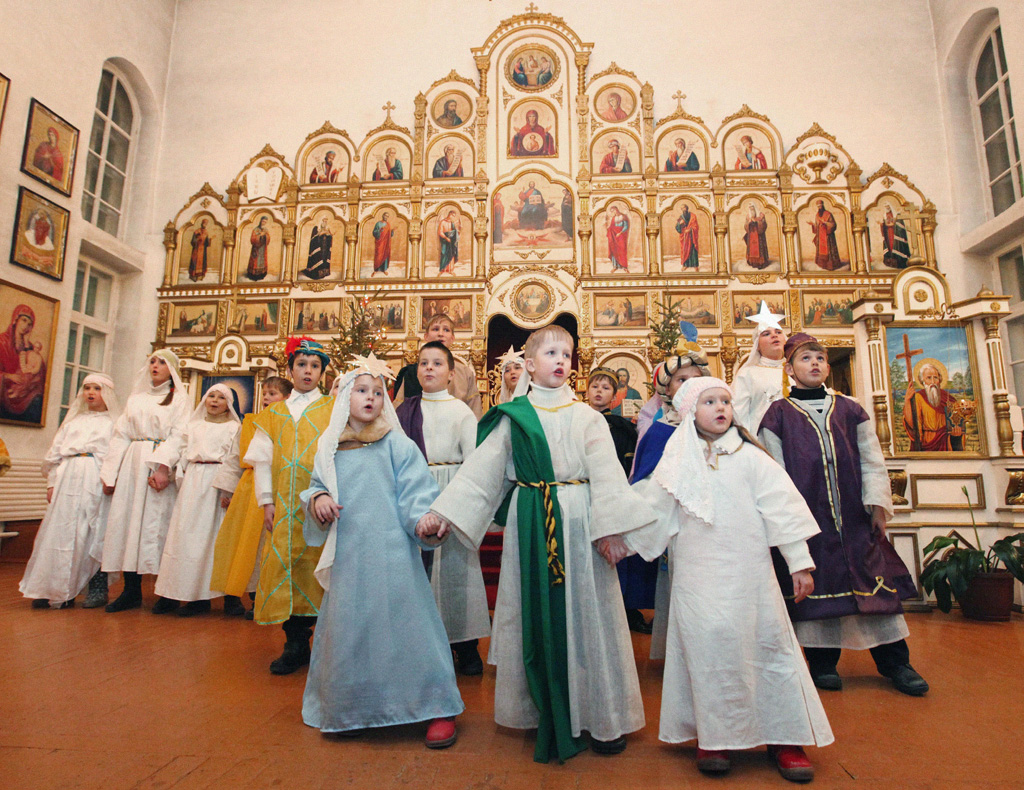
Celebrazione della vigilia di Natale a Fokino

Nei 40 giorni precedenti il Natale, si osserva(va) un periodo di digiuno, durante il quale sono bandite le pietanze a base di carne o latte. Un digiuno completo è previsto invece per la vigilia di Natale.
Durante la Vigilia di Natale, ha luogo il Кrestnij Chod ("processione della Croce"), durante il quale sacerdoti e fedeli escono dalla chiesa portando in giro una candela ed intonando canti natalizi.

### Personaggi del folclore

#### Koljada
Il tradizionale portatore di doni natalizi in epoca pre-rivoluzionaria era Koljada, raffigurato come una ragazza vestita di bianco che viaggiava a bordo di una slitta. Il termine "Koljada" deriva da "calende".

#### Babuška
In occasione dell'Epifania compariva invece Babuška (letteralmente "(La) Nonna"), corrispondente alla Befana italiana. "
Anche questa figura, come Koljada, fu soppressa con l'avvento del comunismo.

#### Nonno Gelo e Sneguročka

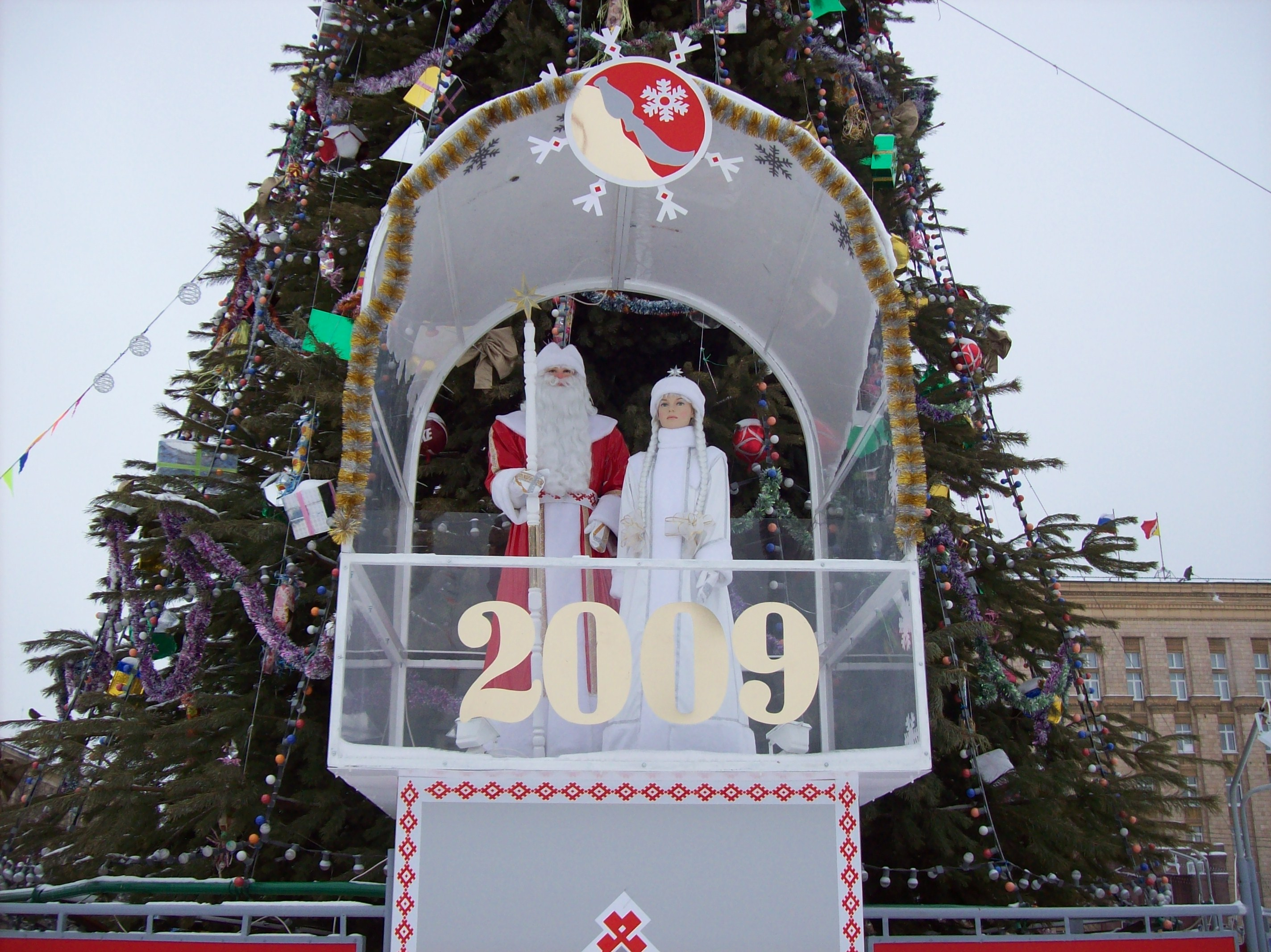
Persone vestite da Nonno Gelo e Sneguročka a Voronež

Con l'avvento del comunismo, Koljada e Babuška furono sostituite da Nonno Gelo (in russo: Ded Moroz), raffigurato come un vecchietto vestito con un lungo abito blu, bianco o rosso.
Nonno Gelo è accompagnato da sua nipote Sneguročka, ovvero la "Fanciulla di neve", considerata una personificazione dell'inverno.

## Gastronomia
Il tradizionale cenone della Vigilia di Natale è costituito da dodici portate (in riferimento ai dodici apostoli), in cui sono normalmente assenti i piatti di carne e pesce.
Una particolare tradizione è quella di digiunare durante la Vigilia di Natale finché non compare la prima stella in cielo.

### Principali pietanze

#### Kut'ja
Immancabile pietanza del periodo natalizio in Russia è la kutia, una sorta di porridge dolce a base di grano con l'aggiunta di semi di sesamo, miele e talvolta anche di nocciole.
Tradizionalmente, l'onore di prendere il primo cucchiaio di kut'ja spetta al capo-famiglia, che pronuncia le parole "Cristo è nato", a cui gli altri commensali rispondono con la frase "Glorifichiamo!.

### Bevande
Tradizionale bevanda del periodo è lo vzvar, una calda bevanda dolce a base di frutta.

## Musica natalizia
I tradizionali canti natalizi sono chiamati in russo koljadki.
Un particolare tipo di canto natalizio è rappresentato dalle podbljudnye pesni, associate a cerimonie di carattere divinatorio.

## Proverbi legati al Natale
- В Рождество день тёплый - хлеб будет тёмный, густой[15][16] (V Roždestvo den' tëplyj - chleb budet tëmnyj, gustoj) = "Se Natale è un giorno caldo, il pane sarà scuro, abbondante"
- Если Рождество на новом месяце, то год будет неурожайным[15] (Esli Roždestvo na novom mesjace, to god budet neurožajnym) = "Se Natale cade con il novilunio, l'anno sarà infruttuoso"
- На Рождество тоже солнце играет[16] (Na Roždestvo i solnce igraet) = "A Natale anche il sole gioca"

## Galleria d'immagini

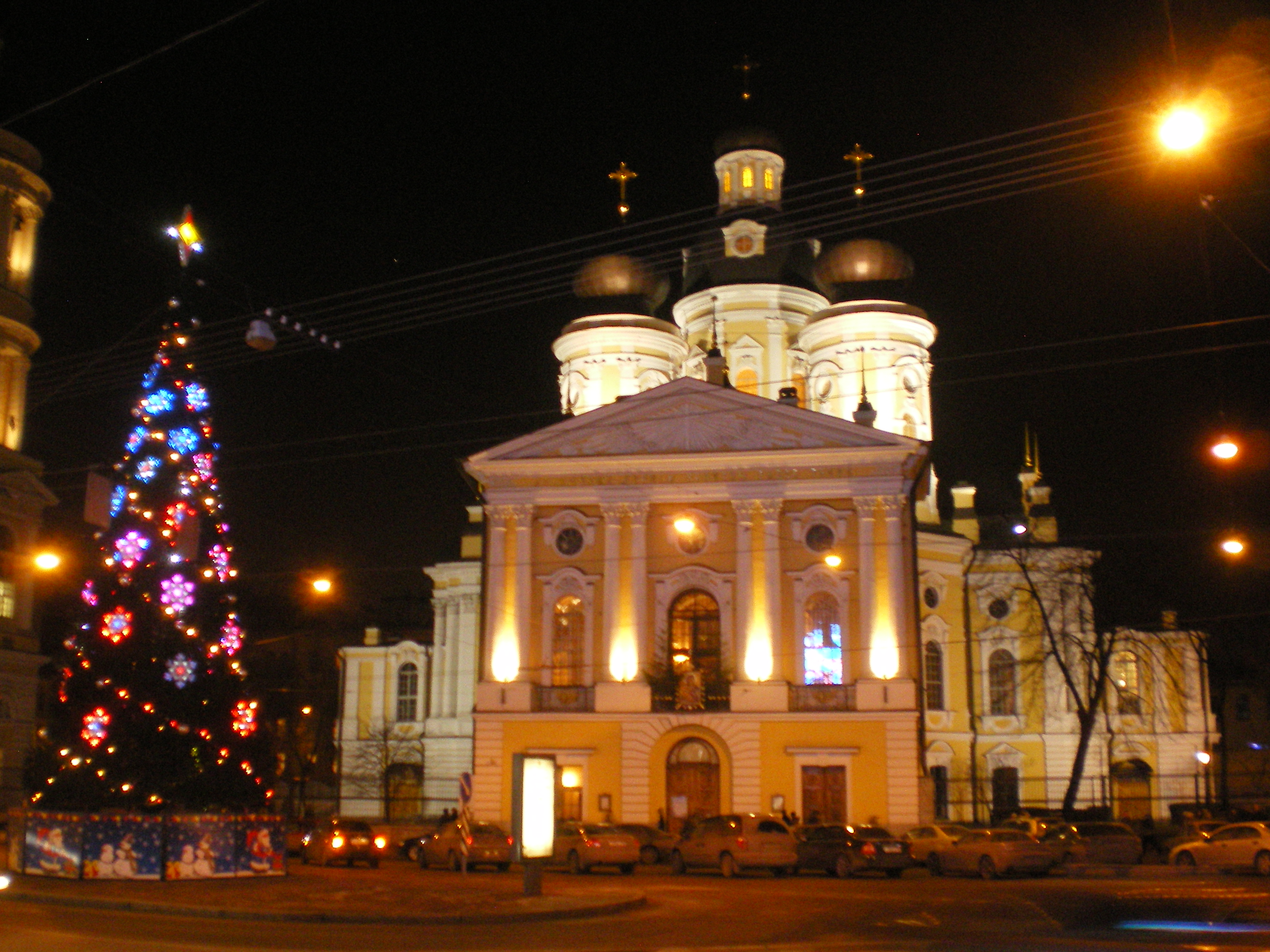
Albero di Natale presso la Chiesa di San Vladimiro, a San Pietroburgo
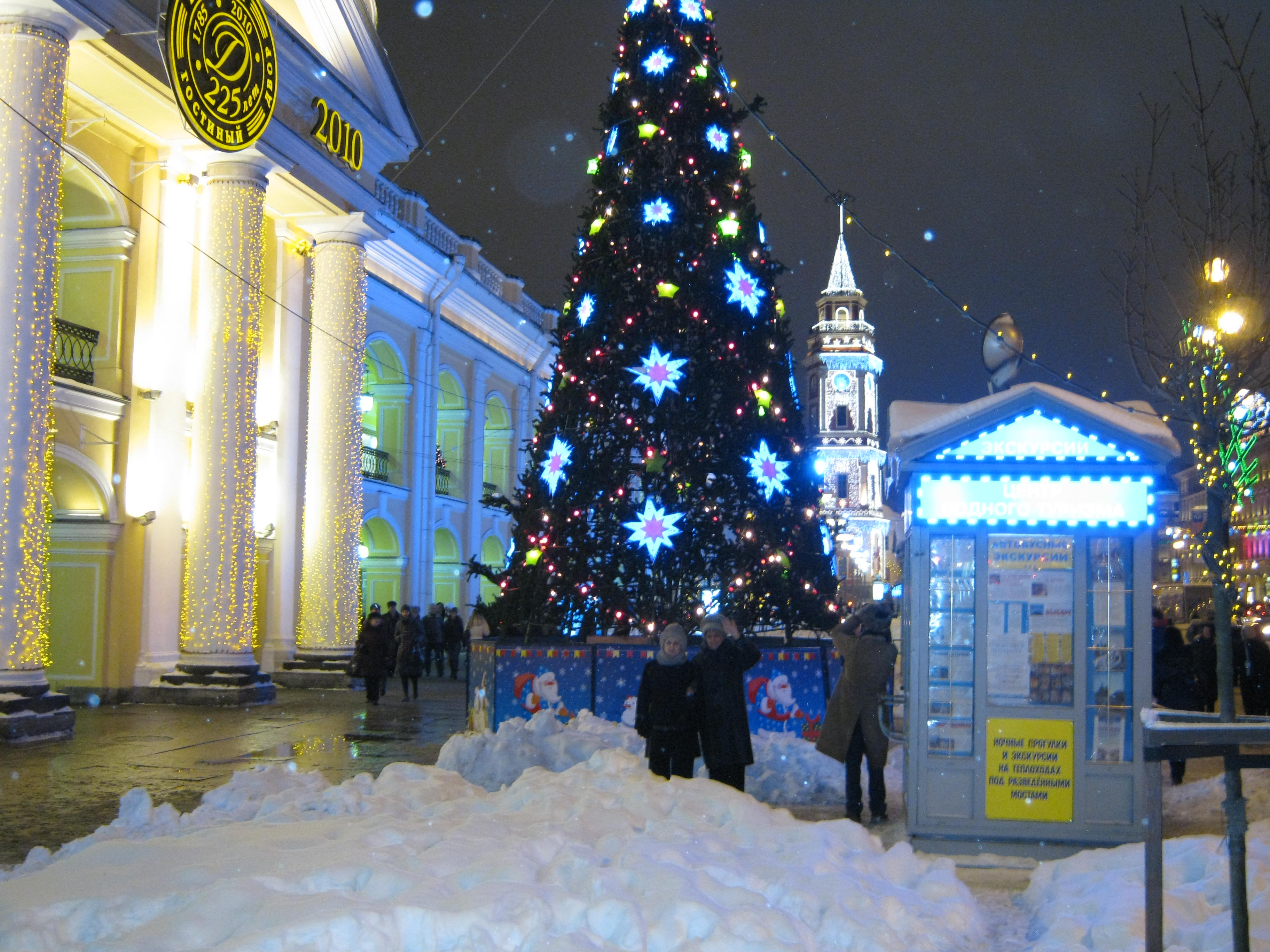
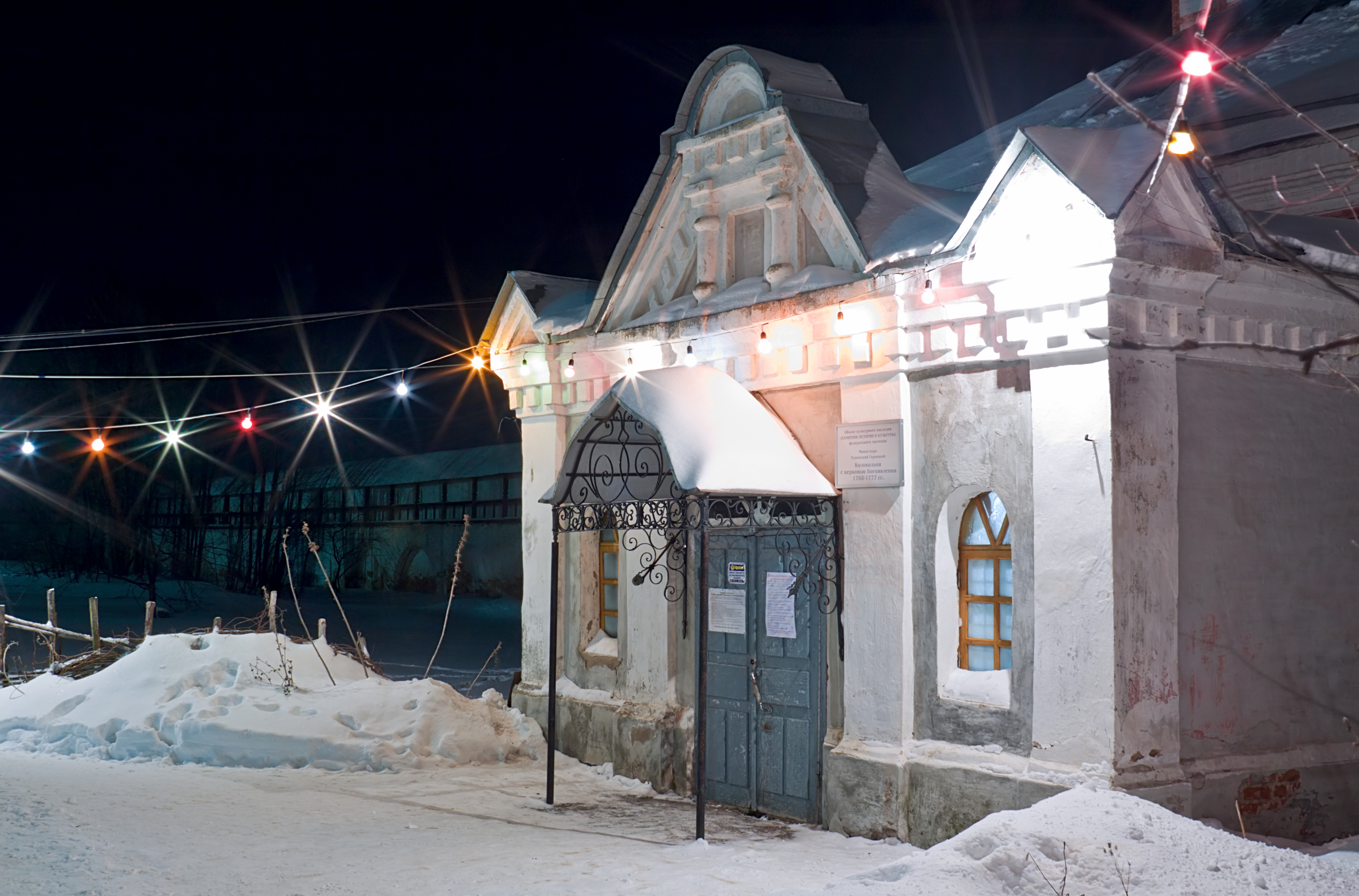
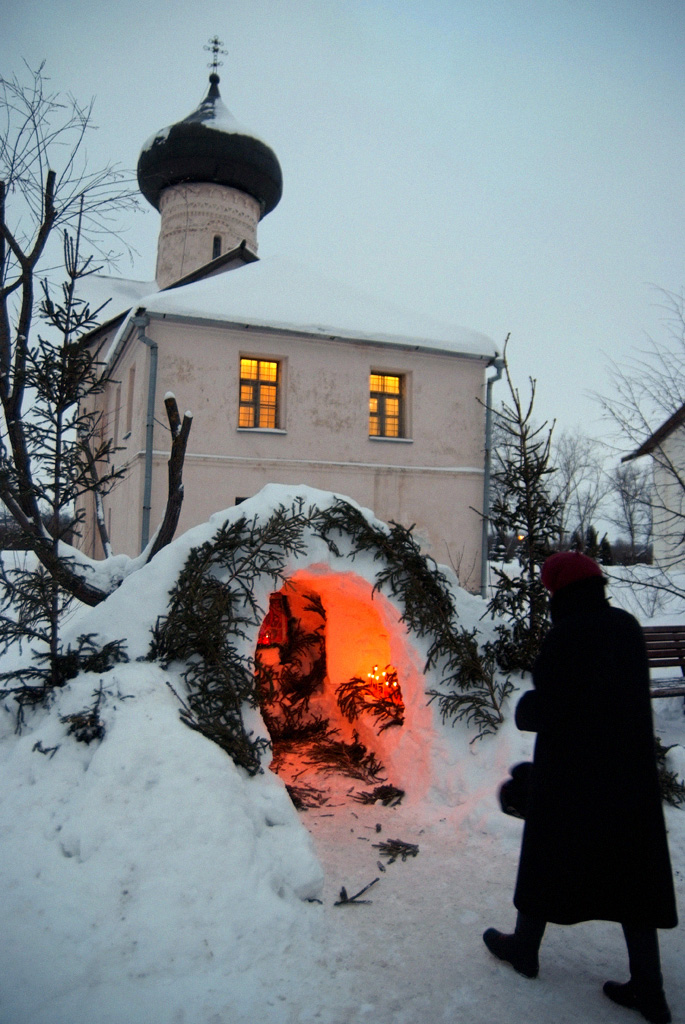
Natale a Velikij Novgorod
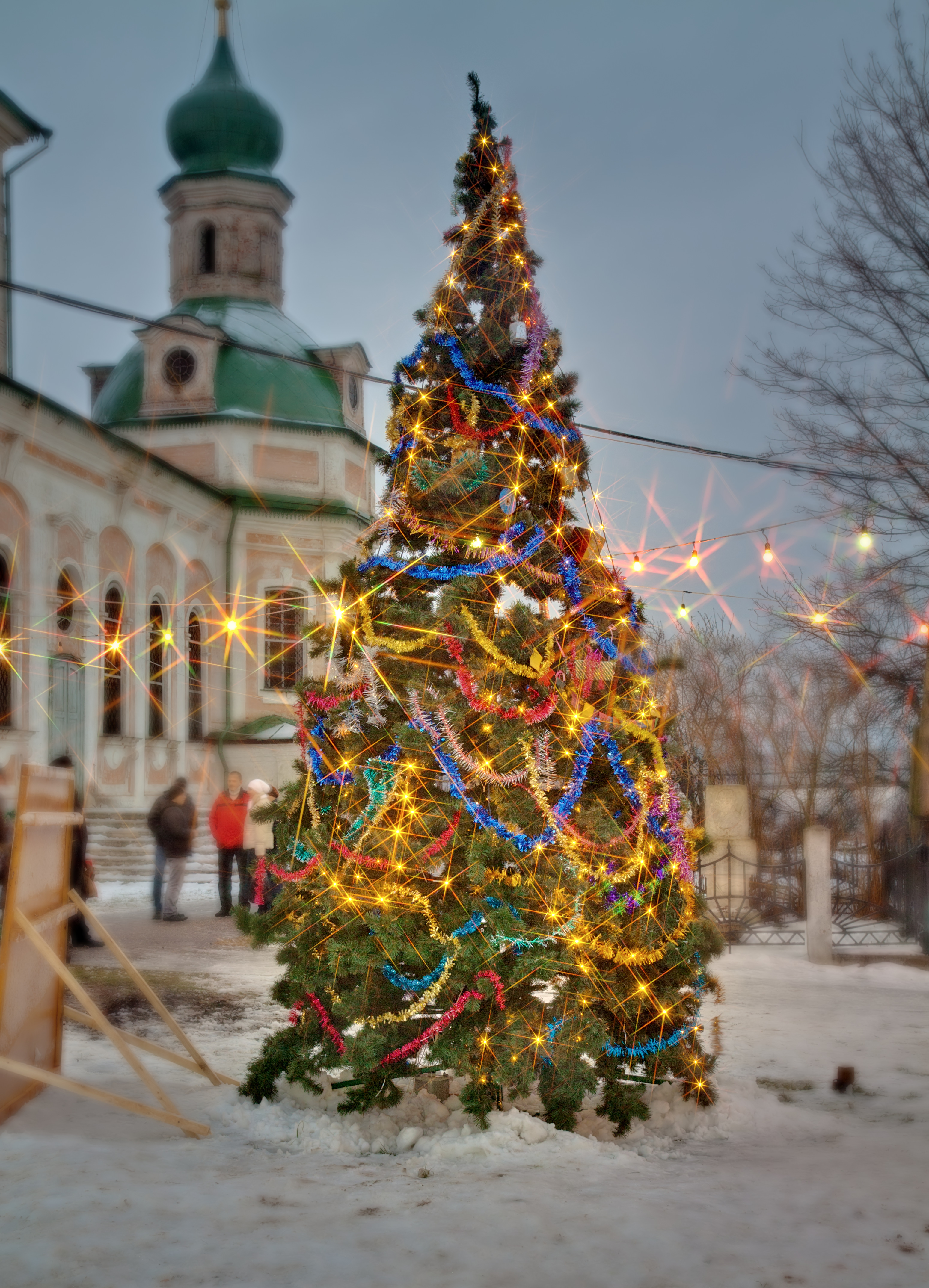

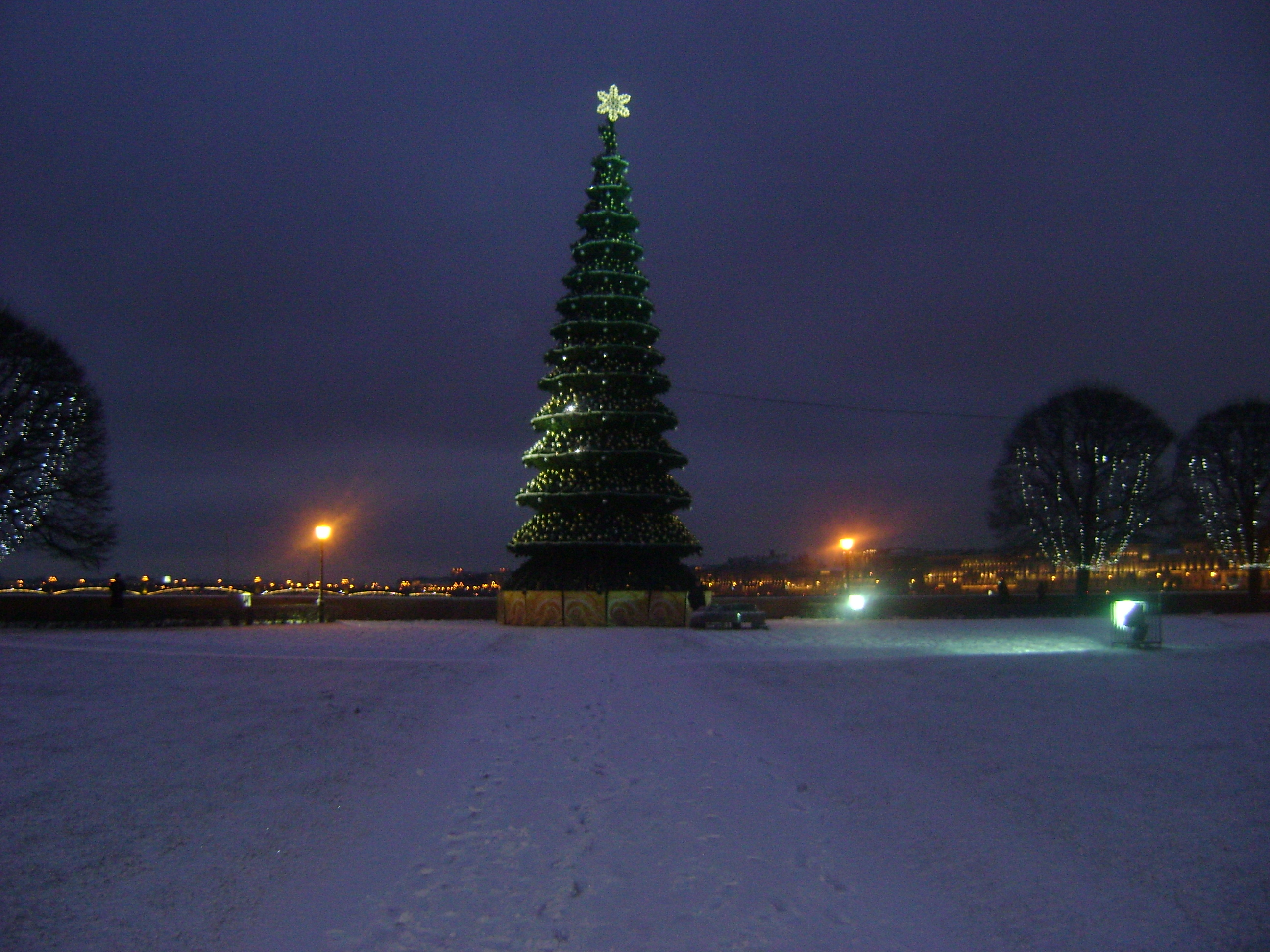
Albero di Natale sull'isola Vasil'evskij, a San Pietroburgo
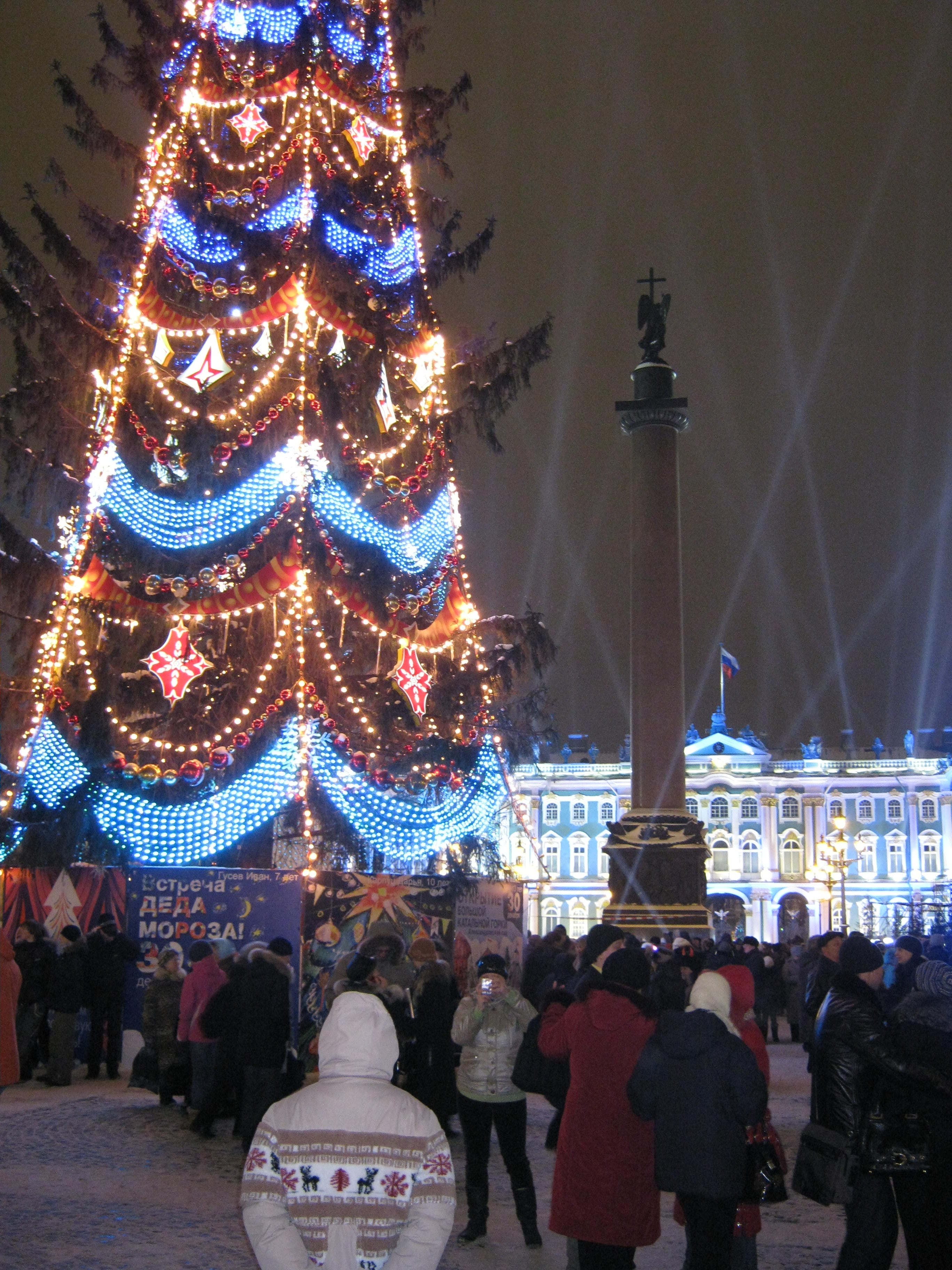
Albero di Natale a San Pietroburgo
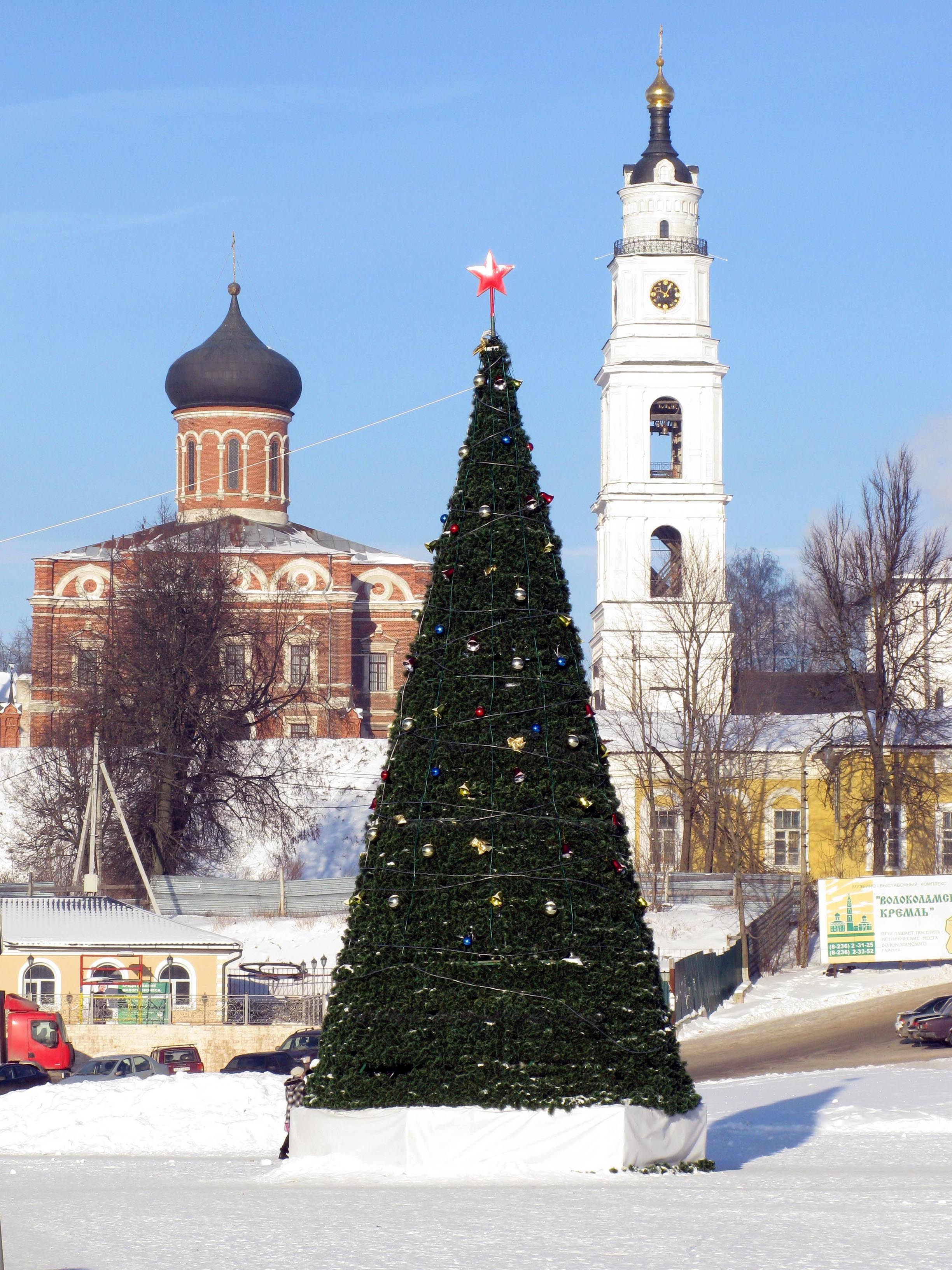
Albero di Natale a Volokolamsk
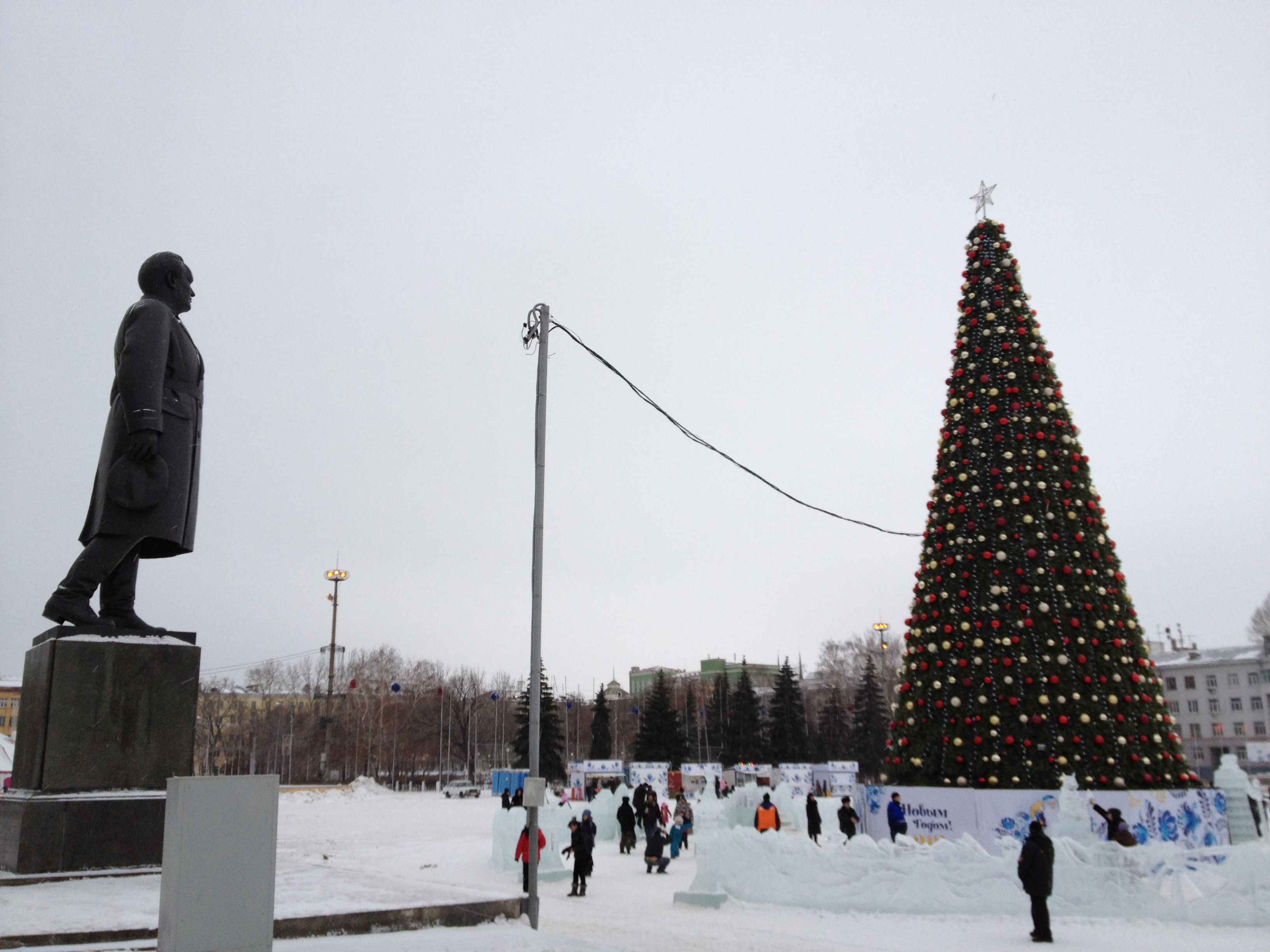
Albero di Natale a Samara
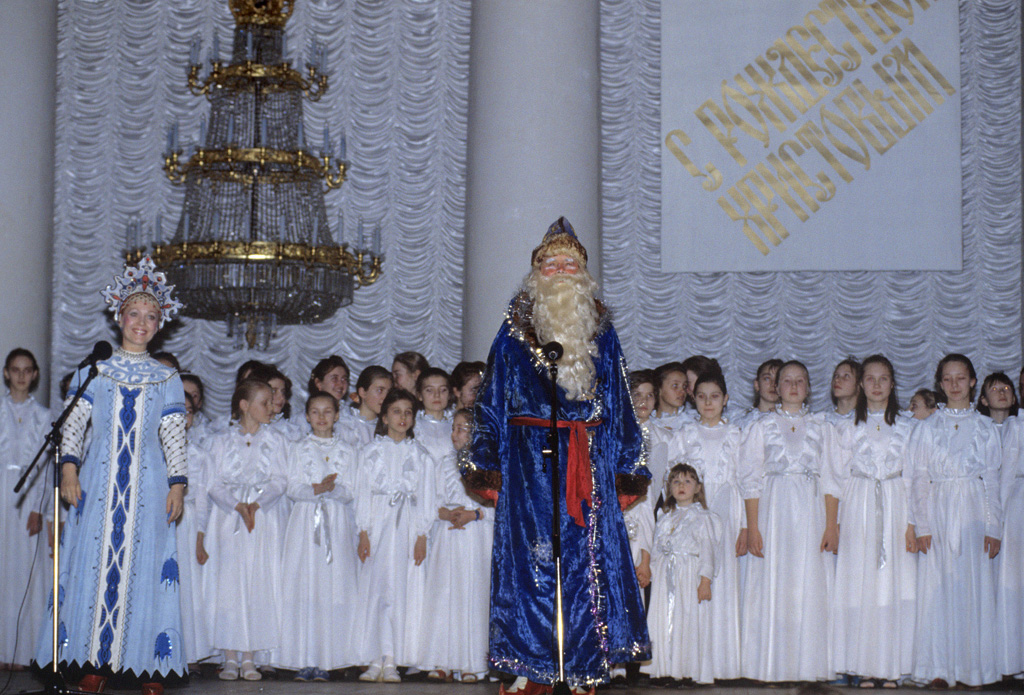
Persone vestite da Nonno Gelo e Sneguročka a Mosca